# Noord-Amerikaanse Unie

Kaart van de NAU, met Canada, Mexico en de Verenigde Staten

De Noord-Amerikaanse Unie (NAU) is een theoretische politieke en continentale unie van Canada, Mexico en de Verenigde Staten. 
De Unie zou in structuur gelijk zijn aan de Europese Unie en kent ook het plan van een gemeenschappelijke munteenheid: 'de Amero'. Hoge ambtenaren van de betreffende naties hebben gezegd dat er geen overheidsplannen zijn om een dergelijke unie tot stand te brengen, hoewel het voorstel onder bestuurders en academici wel is bediscussieerd. Bekende promotoren van de vorming van een Noord-Amerikaanse Unie zijn de Amerikaanse econoom en politicoloog Robert Pastor en voormalig president van Mexico Vicente Fox. In 2005 is door Noord-Amerikaanse bestuurders en zakenlieden de Alliantie voor Veiligheid en Voorspoed in Noord-Amerika (SPPNA) opgericht, die tot doel heeft de integratie van het Noord-Amerikaanse continent te bevorderen. Bij conferenties van de SPPNA zijn herhaaldelijk de presidenten van de Verenigde Staten en Mexico en de minister-president van Canada aanwezig geweest.
Voorstanders zien het oprichten van een Noord-Amerikaanse Unie als bevorderlijk voor de economische ontwikkeling van de drie landen. Tegenstanders vrezen dat een dergelijke unie weinig democratische zal zijn; in de huidige plannen is het vooral een project van zakenlieden en de bestuurlijke elite, en heeft de Canadese, Amerikaanse en Mexicaanse bevolking nauwelijks een stem. In de Verenigde Staten circuleren samenzweringstheorieën die beweren dat de regeringen van de drie landen al vergevorderde plannen hebben om tot een politieke eenheid te komen. Volgens sommigen zou de kredietcrisis zelfs opzettelijk zijn veroorzaakt om na het ineenstorten van de economie een eenwording van Noord-Amerika eenvoudiger tot stand te kunnen brengen. Ook zou er sprake zijn van een 'NAFTA-supersnelweg' die de vorming van een Noord-Amerikaanse Unie zou moeten bevorderen.